# مسجد يفلي منارة
مسجد يفلي منارة هو مسجد يقع في مدينة أنطاليا، تركيا. تم بنائه في عام 1230  وتم إعادة بنائه مرة أخرى في عام 1373.